# 一寸法師

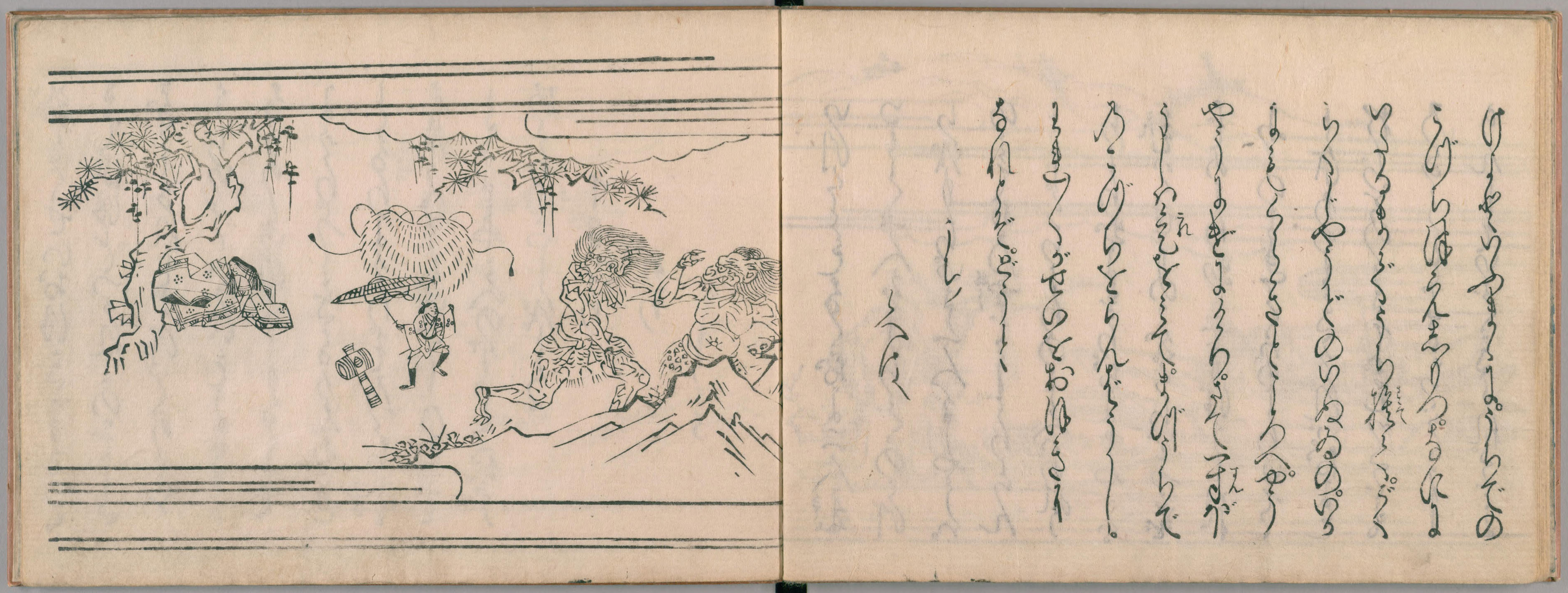
御伽草子

一寸法師（いっすんぼうし）は、日本の伽話の一つ。現在伝わっている話は御伽草子に掲載されたものが元となっている。

## あらすじ
現在一般に知られている一寸法師のあらすじは、以下のようなものである。
子供のない老夫婦が子供を恵んでくださるよう住吉の神に祈ると、老婆に子供ができた。しかし、産まれた子供は身長が一寸（現代のメートル法で3cm）しかなく、何年たっても大きくなることはなかった。子供は一寸法師と名づけられた。
ある日、一寸法師は武士になるために京へ行きたいと言い、（実はおじいさんとおばあさんの話を聞いてしまったという説もある）お椀を船に、箸を櫂（かい）にし、針を刀の代わりに、麦藁を鞘（さや）の代わりに持って旅に出た。京で大きな立派な屋敷を見つけ、そこで働かせてもらうことにした。その家の娘と宮参りの旅をしている時、（一寸法師の米を姫の口につけるという策略で姫が追い出されたという説もある）鬼が娘をさらいに来た。（ある不気味な島についたという説もある。）一寸法師が娘を守ろうとすると、鬼は一寸法師を飲み込んだ。一寸法師は鬼の腹の中を針で刺すと、鬼は痛いから止めてくれと降参し、一寸法師を吐き出すと山へ逃げてしまった。（一寸法師が口に入れられ、口をふさいでいても目から出てきてしまい、参ったという説もある。）
一寸法師は、鬼が落としていった打出の小槌を振って自分の体を大きくし、身長は六尺（メートル法で182cm）になり、娘と結婚した。御飯と、金銀財宝も打ち出して、末代まで栄えたという。（生まれた子供は3人という説もある。）
しかし御伽草子に掲載されたものは、よく知られている話とは少し異なっている。
- 老夫婦が、一寸法師が全く大きくならないので化け物ではないかと気味悪く思っていた。そこで、一寸法師は自分から家を出ることにした。
- 京で一寸法師が住んだのは宰相殿の家
- 一寸法師は宰相殿の娘に一目惚れし、妻にしたいと思った。しかし小さな体ではそれは叶わないということで一計を案じた。神棚から供えてあった米粒を持ってきて、寝ている娘の口につけ、自分は空の茶袋を持って泣き真似をした。それを見た宰相殿に、自分が貯えていた米を娘が奪ったのだと嘘をつき、宰相殿はそれを信じて娘を殺そうとした。一寸法師はその場を取り成し、娘とともに家を出た。
- 二人が乗った船は風に乗って薄気味悪い島に着いた。そこで鬼に出会い、鬼は一寸法師を飲み込んだ。しかし一寸法師は体の小ささを生かして、鬼の目から体の外に出てしまう。それを何度か繰り返しているうちに、鬼はすっかり一寸法師を恐れ、持っていた打出の小槌を置いて去ってしまった。
- 一寸法師の噂は世間に広まり、宮中に呼ばれた。帝は一寸法師の両親である老夫婦が、両者ともに帝に所縁のあった無実の罪で流罪となった貴族の遺児だと判明したこともあって一寸法師を気に入り、中納言まで出世した。

## 解釈
現在伝わっている話がいつ成立したかは未詳であるが、室町時代後期までには成立していたものとされる。「小さな子」のモチーフは、日本においては日本神話のスクナヒコナ（スク=少・ナ=大地・ヒコ=男神・ナ=接尾辞）がその源流と考えられる。
スクナヒコナは「日本霊異記」の道場法師、五條天神を媒介にした中世の『小男の草子』、近世の『御伽草子』の一寸法師にまでつながっていく。
国土造成神スクナヒコナが水辺に出現したように昔話の「小さ子」の主人公も何らかの形で水界と関わっており、水神にまつわる基層信仰の存在が指摘されている。年老いて子がない事自体共同体の中では異端であり、その異端者が神に祈願して脛から生まれたりタニシの姿（田螺長者）で生まれたりする異常な出生は英雄や神の子を語るときの常でもある。
御伽草子の一寸法師が有名になったことで、各地に伝わる小さな人が出てくる民話や伝承も「一寸法師」と呼ばれるようになった。
江戸時代には、「一寸法師」の名は背の低い人間に対する差別用語としても用いられ、妖怪をテーマとした『狂歌百鬼夜狂』『狂歌百物語』などの狂歌本では、一寸法師が妖怪の一種として詠まれている。
なお一寸法師が住んでいた津の國難波の里とは現在の三津寺（ミッテラ）から難波付近と言われている。また御伽草子には「すみなれし難波の浦をたちいでて都へいそぐわが心かな」とあるため、椀に乗って京に向って出発した難波の浦は、現在の道頓堀川だと言い伝えられている。

### 民俗学
大国主命（オホナムチ・大大地尊、オホ=大、ナ=大地、ムチ=尊い方）がスクナヒコナの助力により国づくりをしたように小人は巨人とペアになって英雄の属性たる力と知恵をそれぞれ分け持つことが多い。
巨人が知恵の欠落により鬼や笑われ者へと転落するのに対し、小人は悪知恵を働かせて最後は成人の姿になりめでたく家に帰還する。社会層にとっては力よりも現実的な困難をするりとかわして行く狡知のほうが求められたのだろう。小童だからこそ悪質ないたずらも許される。
昔話の狡猾者譚『俵薬師』には英雄にあるべき正義のかけらもないような狡猾な悪者としての主人公のわらしが登場し、主人の金持ちを徹底的にやっつけ殺すその手口は一寸法師に似ているものの悪質である。わらしは次々と嘘をついて主人を騙し、ついには堤に突き落とし殺し、おかみさんと無理やり夫婦になってしまう。「嫌がるおかみ様と無理やり夫婦になったどさ。どっとはらい。」と語り収めるその語り口はどこかユーモラスでありパロディとブラックユーモアに満ち満ちている。
嘘と虐殺によって富と女を手にする俵薬師の少年は知恵によって鬼の宝と女を手にする一寸法師の裏の姿であり「小さ子」神の末裔に他ならない。
俵薬師の少年の残虐性は罪もない異人に向けられている。ただ通りかかっただけの座頭・眼病病みの乞食といった弱者でさえ騙し身代わりとして殺してしまう。
ここに異人達を撲殺し代償として成り立つ村の暗い一面が照らし出されている。悪質な知恵の働きを笑いとユーモアの中に語るところに、知恵の破壊的な超秩序な側面が示されるとともに、村の共同体の複雑さがある。知恵は正義や潔さを無意味化し権力の維持にとって重要な安定した秩序を笑い飛ばす危険なパワーをはらみもつのだという。スクナヒコナが国土創造神であり実は薬作り酒造りなどの化学技術の創造神であったのも「知恵」が単純に文化秩序を象徴するわけではないことを物語っている、と共立女子短期大学講師・猪股ときわは分析する。

### 類話
「小さ子」が活躍する話としては全国に分布し一寸法師、すねこたんぱこ、あくと太郎（あくとは踵）、豆助（親指）、指太郎（生まれた場所を表す名）、豆一、五分太郎（次郎）（小さいことを表す名）、三文丈、一寸小太郎、タニシ、カタツムリ、かえる、アイヌのコロポックルカムイ、キジムナー、ケンムンなど、誕生の際異常に小さい点では桃太郎、瓜子姫、かぐや姫も類縁関係である。鬼退治・結婚の策略・呪具の要素をめぐってバリエーションが多い。脛指からの誕生や小動物の誕生から策略による結婚への展開は古く、御伽草子の一寸法師形よりは新しい。中国・四国地方に昔話の流行の跡を残す。

## 児童文学
- 明治時代の児童書、巖谷小波著『日本昔噺』（1896年・明治29年発表）全24編の内の一冊、一寸法師において小波型一寸法師を定着させた。この本はその後、明治40年までの約10年間に20余版を重ね、大正末期まで読み継がれた。現在出版されている児童書は、大筋では大半がこの小波型一寸法師の線上にあるといってよい。本来の悪賢さが消え、愛すべき一寸法師になっている。鬼を退治するのも姫のお供で清水観音へ行った時の事になっている[5]。
- 絵本では石井桃子・再話、秋野不矩・絵『いっすんぼうし』（1965年福音館書店刊）が出色[5]。
- 日本ではペロー童話の おやゆびこぞうが 1896（明治29年）に『小説一寸法師』の題名で雑誌『小国民』に紹介された[6]。

## 唱歌
- 1905年（明治38年）『尋常小学唱歌』にも巖谷小波作詞・田村虎蔵作曲の「一寸法師」が収められ、子供たちに歌い継がれている[5]。

## メディア
小説
- まつざきあけみ『一寸法師』 2007年、ぶんか社出版（ホラーMコミック文庫）。
- 江戸川乱歩『一寸法師』（1927年発表） - 一寸法師風の小人が夜な夜な出没し、人の腕を切り落とす猟奇事件。名探偵明智小五郎が推理する話。
- 江戸川乱歩『踊る一寸法師』（1926年発表） - サーカス団の緑（ロク）さんという、あだ名が一寸法師、小人症の団員が主人公である。殺人事件に関係する猟奇物の話である。
- 倉橋由美子『一寸法師の恋』
- 松智洋 『メルヘン・メドヘン』（アニメ・ライトノベル）- 加澄有子が契約している原書として登場。

漫画
- 『ドラえもん』、「いっすんぼうし」、てんとう虫コミックス第16巻、ドラえもんの道具である、被ると一寸法師のようにこびとになる帽子「いっすんぼうし」登場。
- 『THE MOMOTAROH』一寸法師の末裔という兄弟、七尺一寸・二寸が登場。打出の小槌使用後の先祖同様の巨漢で、小槌と針を特殊アイテムとして持つ。
- 『鬼灯の冷徹』死後の「元・一寸法師」が登場。娘を手に入れるための計略により「目上の人を嘘で陥れた罪」に問われ、地獄逝きとなるが、情状酌量により受苦無有数量処地獄で雑用係をしている。

映画
- 酒井福助。京都日ノ丸移動演劇部“お笑いの家”出身の浪曲家。前述の小説を映画化した『一寸法師』（1948年封切り）では一寸法師を演じ、『銭形平次捕物控 美人鮫』（1961年封切り）では一寸法師の陣という役を演じた。

TVアニメまんが日本昔ばなしにおける一寸法師
- 1976年1月3日に演出:前田庸生、文芸:沖島勲、美術:阿部幸次、作画:上口照人による作品が放送され、後の1990年9月1日に演出:若林常夫、文芸:沖島勲、美術:青木稔、作画:若林常夫によるリメイク作品が放送された。

ゲーム
- 『東方輝針城_〜_Double_Dealing_Character.』一寸法師の末裔の少女、少名 針妙丸が登場。お椀または船にしているお椀の蓋を被っている。

テレビ
- ウルトラマンレオ「ウルトラマンキングと魔法使い」レオがプレッシャーにより赤い風船に閉じ込められ縮小してしまう。本家と同じお椀の船に箸のかいで川を進む。少年に助けられるが縮小したプレッシャーと少年の部屋で戦う。ウルトラマンキングが打出の小槌で巨大化させた。

## 備考・その他
- 辞書では一寸法師は「非常に背の低い人、dwarf（ドワーフ）」と書いてある[7]。
- 一寸法師の御伽噺から、本名を「一寸法師」と名付けられた人がいる。実業家で、上場企業フリージア・マクロス社長の奥山一寸法師である。

## 関連書籍
- 江戸川乱歩『「復刻版」一寸法師』春陽堂書店、1993年。ISBN 978-4-394-90134-1。